# 威兰·卡罗伊
威兰·卡罗伊（匈牙利語：Wieland Károly，1934年5月1日—2020年5月30日），匈牙利男子皮划艇运动员。他曾代表匈牙利参加1956年夏季奥林匹克运动会皮划艇比赛，获得男子双人划艇1000米铜牌。